# Ciudades Rurales Sustentables
Ciudades rurales sustentables es un proyecto urbanístico que impulsó el gobierno federal de Felipe Calderón Hinojosa, el plan maestro y los proyectos piloto se desarrollaron en el Estado de Chiapas, posteriormente se planteó el programa en otros estados del país.
La comunidad tiene propósito albergar a las poblaciones de alto riesgo como lo fue Juan del Grijalva (Chiapas) y todas comunidades aledañas de esas zonas como consecuencia de los deslaves ocasionados por las lluvias en Chiapas y Tabasco en noviembre de 2007, así es como el mismo propósito de Ciudad Pemex de Macuspana albergar a los trabajadores de PEMEX pero es diferente aparte dotara de muchos servicios como una ciudad moderna cualquiera pero una urbanización del agropecuaria.